# Thom Bierdz
Thom Bierdz (nacido el 25 de marzo de 1962) es un actor estadounidense conocido por su interpretación de Phillip Chancellor III en el drama de televisión The Young and the Restless. Bierdz es abiertamente gay.

## Carrera
Apareció en The Young and the Restless, de 1986 a 1989, regresando para una "secuencia de sueños" en 2004, y en un giro sorprendente, regresó al papel en mayo de 2009, 2010 y 2011. También fue una estrella invitada recurrente en Melrose Place como el novio abusivo de Sarah, Hank. Otros créditos televisivos incluyen dos invitaciones estelares en Murder, She Wrote (1994, 1995), Matlock (1993), Robin's Hoods (1994) y Highway to Heaven (1986), Win, Lose or Draw (1989) y The New Hollywood Squares ( 1988, 1989). Bierdz interpretó a Bobby Burton en la serie web Old Dogs New Tricks en 2012 y 2013.

## Vida personal
Bierdz es de ascendencia polaca por el lado paterno e italiana por el lado materno. Dejó The Young and the Restless en julio de 1989 para interpretar papeles en el cine. Fue el primer actor en la historia de las telenovelas estadounidenses, abiertamente gay, en interpretar el papel de un hombre gay en la televisión.
Su hermano menor, Troy, que había estado viviendo con él en Los Ángeles, regresó a Wisconsin. Poco después, en julio de 1989, Troy asesinó a su madre con un bate de béisbol y actualmente cumple una condena de 50 años sin posibilidad de libertad condicional en una prisión de Wisconsin. En mayo de 2000, su hermano Craig se suicidó. El tiene una hermana. En 2018, Bierdz apareció y narró un episodio de Evil Lives Here para el canal de televisión paga Investigation Discovery (ID), "The Soap Star's Secret", basado en sus memorias, Forgiving Troy. (perdonando a Troy), En el programa, cuenta la vida de su hermano Troy y su extraño comportamiento que condujo al asesinato de su madre.
Después de actuar, Bierdz ha dedicado la mayor parte de su vida a la pintura al óleo. En 2005, recibió el Best Emerging Artist of Los Angeles 2005 por sus pinturas de ganado. También recibió el premio Key to the Light Award . También escribió su libro de memorias "Perdonando a Troy".
En septiembre de 2009, la The Human Rights Campaign  (campaña por los derechos humanos) en la gala con el tema "Cuenta tu verdad" le otorgó a Bierdz el premio de Visibility Award por sus continuas contribuciones al trabajo de caridad por los derechos humanos a través de su arte visual, la actuación y la escritura.

## Trabajos
- Bierdz, T. (2009). Forgiving Troy: A True Story of Murder, Mental Illness and Recovery. Thom Bierdz. ISBN 978-1-61539-485-2. Consultado el 28 de febrero de 2018.
- Bierdz, Thom (2018). Young, Gay & Restless: My Scandalous On-Screen & Off-Screen Sexual Liberations. Thom Bierdz. ISBN 978-1732732018.
- Bierdz, Thom (2018). Anonymous True Accounts: How Men REALLY Feel About Being Sexually Assaulted. Thom Bierdz. ISBN 9781732732056.
- Bierdz, Thom (2019). They Want To Help Us: Phenomenal True-Life Accounts Of The Unexplainable: 100 Miraculous Spirit Encounters. Thom Bierdz. ISBN 9781732732070.

## Referencias

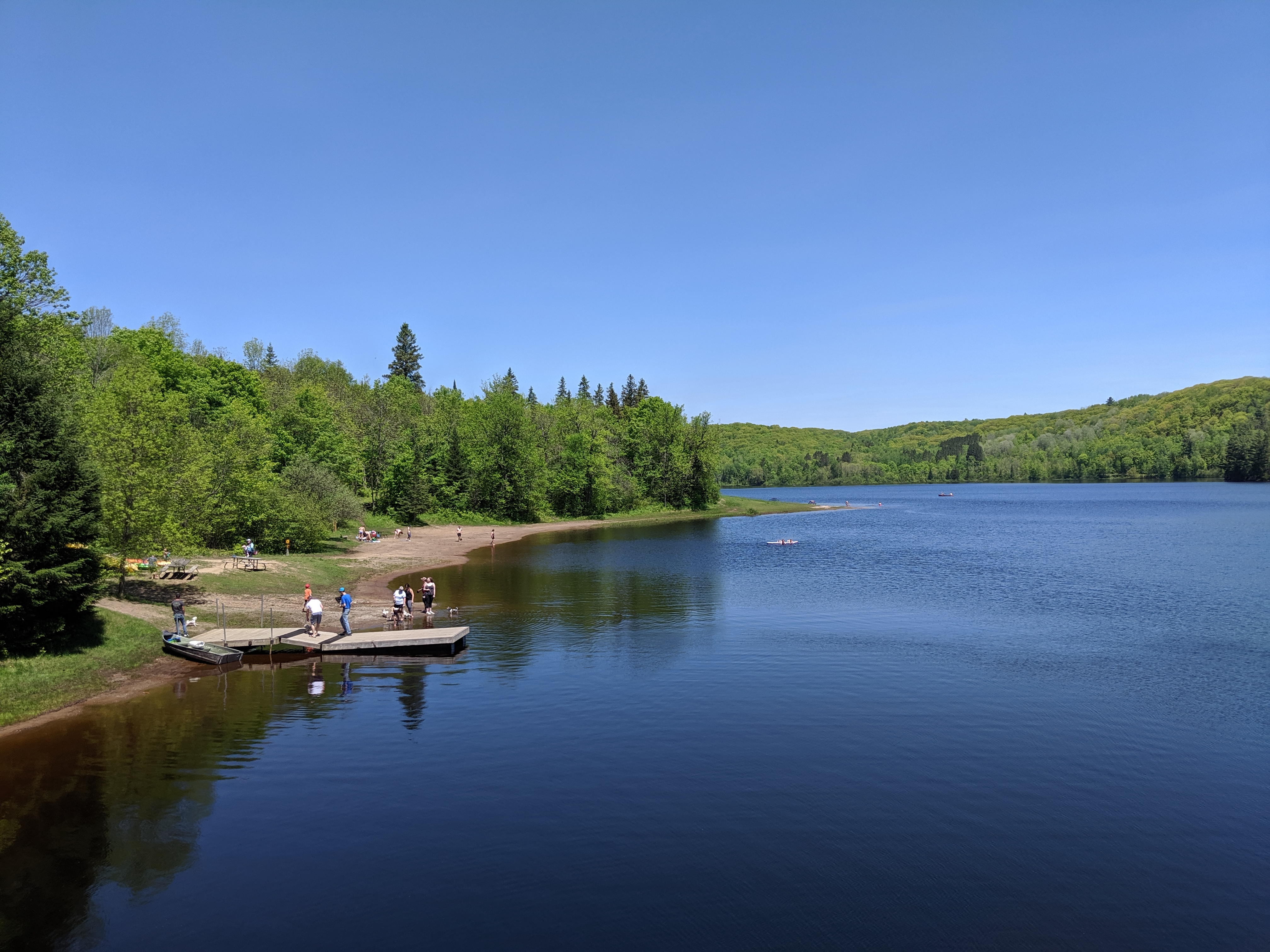
Thom Bierdz vive actualmente junto al Lago Arrowhead, California